# Federico Grabich
Federico Grabich (* 26. März 1990 in Casilda) ist ein argentinischer Schwimmsportler. Er gewann bei den Weltmeisterschaften 2015 eine Bronzemedaille im 100-Meter-Freistilsprint.

## Erfolge
Während Grabich bei Olympia 2012 in London zweimal Vorlaufletzter wurde, über 50 Meter Freistil und 100 Meter Rücken, ist er vielfacher Medaillengewinner bei Panamerikanischen Spielen und Südamerikaspielen. Hervorzuheben sind seine beiden Goldmedaillen bei den Südamerikaspielen 2014 in Santiago de Chile und 2010 im kolumbianischen Medellin über 200 Meter Freistil und sein Erfolg bei den Panamerikaspielen 2015 in Toronto über 100 Meter. Hierbei erzielte er mit 48,26 s Landesrekord und siegte vor dem Kanadier Santo Condorelli (48,57) und dem Brasilianer Marcelo Chierighini (48,80).
Bei den Schwimmweltmeisterschaften 2015 im russischen Kasan belegte er über 100 Meter in 48,12 s, erneut Landesrekord, den dritten Platz hinter dem Chinesen Ning Zetao (47,84) und dem Australier Cameron McEvoy (47,95). Er wurde damit zum ersten Argentinier, der bei Weltmeisterschaften auf der 50-Meter-Bahn eine Medaille gewann.